# Радченко Пелагія Іванівна
Пелагія Іванівна Радченко (нар. 1 травня 1939, місто Луганськ, тепер Луганської області) — українська радянська діячка, ткаля Луганського тонкосуконного комбінату. Депутат Верховної Ради УРСР 9—10-го скликань.

## Біографія
Освіта середня.
У 1955—1959 роках — мотальниця Кіровабадського бавовняного комбінату імені Серго Орджонікідзе Азербайджанської РСР.
З 1959 року — мотальниця, з 1960 року — ткаля Луганського (Ворошиловградського) тонкосуконного комбінату.
Потім — на пенсії в місті Луганську.

## Нагороди
- ордени
- медалі